# Ежовское сельское поселение (Марий Эл)
Ежовское сельское поселение — муниципальное образование (сельское поселение) в составе Медведевского района Марий Эл Российской Федерации.
Административный центр — село Ежово.

## История
Статус и границы сельского поселения установлены Законом Республики Марий Эл от 18 июня 2004 года № 15-З «О статусе, границах и составе муниципальных районов, городских округов в Республике Марий Эл».

## Население
| 2010  | 2011  | 2012  | 2013  | 2014  | 2015  | 2016  |
| ----- | ----- | ----- | ----- | ----- | ----- | ----- |
| 1977  | ↗1979 | ↗2067 | ↗2128 | ↘2081 | ↘2022 | ↘1960 |
| 2017  | 2018  | 2019  | 2020  | 2021  | 2023  |       |
| ↘1925 | ↘1889 | →1889 | ↘1871 | ↘1736 | ↘1710 |       |

## Состав поселения
В состав сельского поселения входят 5 деревень и 1 село:
| № | Населённый пункт | Тип населённого пункта       | Население |
| - | ---------------- | ---------------------------- | --------- |
| 1 | Ежово            | село, административный центр | ↘1592     |
| 2 | Киндулкино       | деревня                      | →5        |
| 3 | Малое Акашево    | деревня                      | ↘5        |
| 4 | Томшарово        | деревня                      | ↗201      |
| 5 | Ятманово         | деревня                      | ↗53       |
| 6 | Яшмаково         | деревня                      | ↗141      |